# Stara Wieś (Bogucice Pierwsze)
Stara Wieś – część wsi Bogucice Pierwsze w Polsce, położona w województwie świętokrzyskim, w powiecie pińczowskim, w gminie Pińczów.
W latach 1975–1998 Stara Wieś administracyjnie należała do województwa kieleckiego.